# Proclama di Parigi
Il Proclama di Parigi, manifesto affisso ai muri della città di Parigi il mattino del primo aprile 1814, il giorno successivo all'ingresso in città delle truppe della VI Coalizione con alla testa lo zar di Russia Alessandro I Romanov, a firma dello stesso zar, ebbe grande importanza storica poiché condizionò tutte le successive decisioni degli alleati della coalizione antinapoleonica e fu sicuramente ispirato da Talleyrand, presso il quale soggiornò in quell'occasione lo zar.

## Passi fondamentali
Essi dichiarano:
- che le condizioni di pace dovevano contenere maggiori garanzie, quando si trattava di annientare l’ambizione di Bonaparte, ma esse saranno assai più miti se, con un ritorno ad un savio governo, la Francia stessa offrirà l’assicurazione del ravvedimento.

I Sovrani alleati proclamano quindi:
- che non tratteranno più con Napoleone Bonaparte, né con altro membro della sua famiglia;
- che rispettano l’integrità dell’antica Francia, quale esisteva sotto i suoi Re legittimi. Possono anche fare di più, poiché tengono sempre conto del Principio che per la fortuna dell’Europa è necessario che la Francia sia grande e forte;
- che essi riconosceranno e garantiranno la Costituzione che la Nazione francese vorrà assumere. Invitano quindi il Senato a designare un governo provvisorio che possa provvedere ai bisogni dell’amministrazione e preparare la Costituzione che converrà al popolo francese.

Le intenzioni che qui esprimo sono condivise da tutte le potenza alleate.»
(Alessandro I, zar di tutte le Russie)

## Reazioni
Non tutti gli alleati della coalizione furono molto soddisfatti di questo proclama (specialmente l'austriaco Metternich, che d'altra parte detestava Alessandro I, e l'inglese Castelreagh, plenipotenziario di Sua Maestà Britannica al Congresso di Vienna, che accusavano velatamente il monarca russo di aver concesso troppo ai francesi), ma ormai la cosa era fatta e, parola di re, non poteva essere smentita.